# 巴士海彎貝介
巴士海彎貝介（学名：Loxoconcha pashihaiensis）为彎貝介科彎貝介屬下的一个种。